# Leptochiton hakodatensis
Leptochiton hakodatensis är en blötdjursart som först beskrevs av Thiele 1909.  Leptochiton hakodatensis ingår i släktet Leptochiton och familjen Leptochitonidae. Inga underarter finns listade i Catalogue of Life.